# OpenKM
OpenKM (Open Knowledge Management) – system służący do zarządzania dokumentami bezpośrednio przez przeglądarkę internetową. System jest rozwijany jako Open Source na licencji GNU GPL (wersja 2).

## Użycie
OpenKM jest aplikacją do zarządzania dokumentami, do użycia której niezbędna jest tylko przeglądarka internetowa. Obecnie wspierane są tylko Firefox, Internet Explorer i Safari. Interfejs strony internetowej jest zbudowany przy użyciu Google Web Toolkit.

## Architektura systemu
OpenKM jest rozwijany w języku Java bazującym na standardzie J2EE i serwerze aplikacji JBoss. Może być instalowany i uruchamiany na różnych platformach (Linux, Unix, MacOS, Windows)
OpenKM korzysta z technologii:
- JBoss Application Server
- Java J2EE (JDK 1.5 lub wyższa)
- Apache Jackrabbit
- GWT (Google Web Toolkit – Ajax)
- WebDAV

Dane mogą być przechowywane w katalogach lub systemach baz danych (Oracle, PostgreSQL, MySQL).

## Cechy ogólne
- wersjonowanie plików
- przeszukiwanie według treści wewnątrz plików[2], nazw i tagów
- indeksowanie
- ograniczone prawa dostępu